# Deltaodon
Deltaodon is een geslacht van tweekleppigen uit de  familie van de Arcidae (arkschelpen).

## Soorten
- Deltaodon rubrotincta (Kuroda & Habe in Habe, 1958)
- Deltaodon tugelae Barnard, 1962